# Joigny-sur-Meuse
Joigny-sur-Meuse es una comuna francesa situada en el departamento de Ardenas, en la región de Gran Este.

## Demografía
| 569 | 604 | 573 | 687 | 662 | 634 | 655 |
| Para los censos de 1962 a 1999 la población legal corresponde a la población sin duplicidades (Fuente: INSEE [Consultar]) |     |     |     |     |     |     |